# Alcaligenes endophyticus
Alcaligenes endophyticus es una especie de bacteria gramnegativa del género Alcaligenes. Fue descrita en el año 2017. Su etimología hace referencia a perteneciente a plantas. Es aerobia y móvil por flagelación perítrica. Forma colonias de color amarillo claro, circulares, convexas y lisas en agar LB. Temperatura de crecimiento entre 10-45 °C, óptima de 30 °C. Catalasa y oxidasa positivas. Tiene un contenido de G+C de 53,3%. Se ha aislado de las raíces de la planta Ammodendron bifolium en el desierto Takeermohuer, China.